# Unterweißbach
Unterweißbach är en kommun i Landkreis Saalfeld-Rudolstadt i förbundslandet Thüringen i Tyskland.
Kommunen ingår i förvaltningsgemenskapen Schwarzatal tillsammans med kommunerna Cursdorf, Deesbach, Döschnitz, Katzhütte, Meura, Rohrbach, Schwarzatal, Schwarzburg och Sitzendorf.